# Иван Класнич
Иван Класнич (на сърбохърватски: Ivan Klasnić) е хърватски футболист, национал. Висок е 186 см. Смятан е за един от най-добрите хърватски нападатели. Роден е на 29 януари 1980 г. в Хамбург, Западна Германия.

## Клубна кариера
Иван Класнич е роден в Хамбург в семейството на хърватски гастербайтери. Професионалната си кариера започва в местния Санкт-Паули, където впечатлява с качествата си на нападател. В три сезона и половина играе и в Унион Хамбург и Стелинген. След като помага на Санкт-Паули да се класира в Първа Бундеслига с неговите 10 гола, вкарани във Втора Бундеслига, Иван Класнич долавя интереса от страна на един от грандовете на Германия - Вердер Бремен. През лятото на 2001 г. той подписва с Вердер Бремен. Първите му два сезона са доста разочароващи, като вкарав едва 3 гола в 36 мача. Претърпява тежки контузии на коляното, но издържа. През сезона 2003-2004 става ключова фигура в отбора на Вердер Бремен, като печели и титлата. В същия сезон вкарва 13 гола и печели Купата на Германия. През 2004 г. преподписва с „бременските музиканти“. През 2004/05 прави силни изяви в Шампионската лига и вкарва пет гола в мачовете на отбора му срещу белгийският РСК Андерлехт в групите. След това претърпява катастрофалното отпадане на Вердер от Олимпик Лион с общ резултат 10:2. През сезон 2005-2006 става голмайстор на отбора си с 15 гола. През сезон 2006/07 вкарва само едно попадение - срещу Енерги. Пропуска по-голямата част от сезона поради бъбречна криза. Завръща се в игра на 25 ноември 2007 в мач с Енерги. Класнич доказа, че формата му изобщо не е спаднала и започна да играе добре за Вердер Бремен. При разгрома над Байер Леверкузен с 5:2 на 15 декември 2007 г. Класнич е определен за играч на мача след като се разписва два пъти и асистира за един гол. През април 2008 Класнич не пожелава да продължи договора си с Вердер заради докторите на клуба, които са открили болестта му още през 2002 г.
През юли 2008 преминава във френския Нант, подписвайки за 4 сезона. За 28 мача отбелязва 6 попадения, но Нант изпада в Лига 2. В началото на следващия сезон отбелязва 4 гола в 5 мача. След това добро начало, Класнич преминава под наем в Болтън Уондърърс. Дебютира в мач с Портсмут, спечелен от Болтън с 3-2. Първия си гол отбелязва на 25 октомври срещу Евертън. След добър сезон в Англия, Класнич преминава за постоянно в Болтън като договорът му е за 2 години. Сезон 2010/11 е много труден за него, след като не започва титуляр в нито една среща от първенството. Пред него за централен нападател е предпочетен капитанът Кевин Дейвис. Класнич отбелязва 7 гола във всички турнири. В следващия сезон Иван започва като титуляр и в първите няколко кръга е временен голмайстор на Премиършип. Въпреки добрата си форма, през втория полусезон е резерва на Давид Н'Гог и завършва сезона само с 8 гола. След като Болтън изпада, Класнич решава да напусне отбора.
През септември 2012 преминава в Майнц 05 със свободен трансфер, но изиграва само 3 мача, след което разтрогва.

## Национален отбор
Иван Класнич получава покана от Руди Фьолер в националния отбор на Германия, националният селекционер на Босна Блаж Слишкович също го кани в националния отбор, но Класнич отказва и на двамата и избира да играе за Хърватия. По ирония на съдбата неговият дебют за националния отбор е срещу Германия в приятелска среща през февруари 2004 г., спечелена от Германия с 2:1. Взима участие и на Европейското първенство по футбол в Португалия през 2004 г., но не изиграва нито един мач. В квалификациите за Мондиал 2006 вкарва първия си гол с националната фланелка срещу Унгария (мача е спечелен от Хърватия с 3:0). Впечатлява много с играта си в приятелска среща срещу Израел завършила 3:3. Повикан е в състава на Хърватия за Мондиал 2006. Преди Световното първенство през 2006 г. в Германия вкарва гол в приятелския мач срещу Аржентина спечелен престижно с 3:2.

## Тежко боледуване
През януари 2007 г. в медиите се съобщава, че Иван Класнич е получил бъбречна криза и спешно се нуждае от бъбречна трансплантация. Донор става майка му Шима, но организма отхвърля бъбрека ѝ. В донор се превръща баща му, като неговия бъбрек вече е приет от организма му. След операцията в едно интервю Класнич казва: „Слава Богу, операцията мина успешно, организма ми прие бъбрека на баща ми и двамата се чувстваме добре. Лекарите ми казаха, че ще мога да продължа с футбола.“ През септември 2007 г. след 6 месечни мъки, той е освободен от болницата и отново се присъединява към отбора си Вердер Бремен.